# Dasincsilen járás
Dasincsilen járás (mongol nyelven: Дашинчилэн сум) Mongólia Bulgan tartományának egyik járása. Területe 2600 km². Népessége kb. 2800 fő.
Székhelye Szúdzs (Сууж), mely 146 km-re délkeletre fekszik Bulgan tartományi székhelytől.